# Tephroseris crispa
Tephroseris crispa (жовтозілля приструмкове або жовтозілля струмкове як Senecio rivularis (Waldst. & Kit.) DC.) — вид рослин з родини айстрових (Asteraceae); середньоєвропейський вид.

## Опис
Багаторічна трав'яниста рослина 40–80 см завдовжки. Прикореневі листки яйцювато-серцеподібні, на верхівці тупі, з розширеними черешками. Верхні листки сидячі, яйцюваті або вузько-яйцюваті. Листки зверху темно-зелені, голі, знизу блідо-зелені, коротко опушені, на краях гострі, зубчасті; черешки прикореневих листків у 1.5–3 рази довші від пластинки. Язичкових квіток до 20. Квітки жовті. Сім'янки до 2 мм.

## Поширення
Середньоєвропейський вид (Австрія, Білорусь, Чехія, Словаччина, пд. Німеччина, Угорщина, Польща, Румунія, карпатська Україна, Словенія, Хорватія, Боснія та Герцеговина), чисельний в Альпах і зазвичай не зростає на менших висотах.
В Україні вид зростає на вологих субальпійських луках, в чагарниках і на кам'янистих схилах — у Карпатах, рідко.

## Галерея

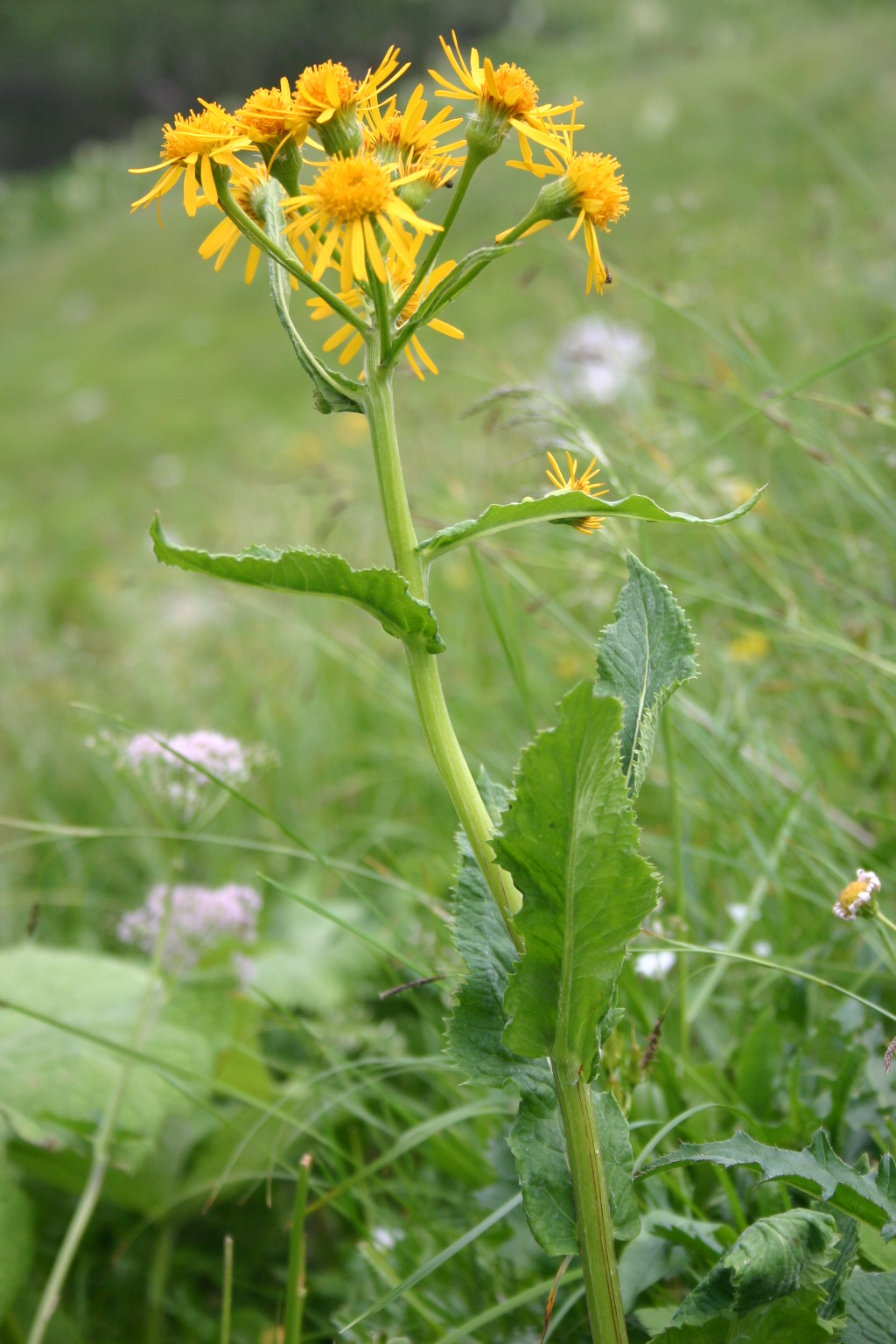
рослина у середовищі проживання
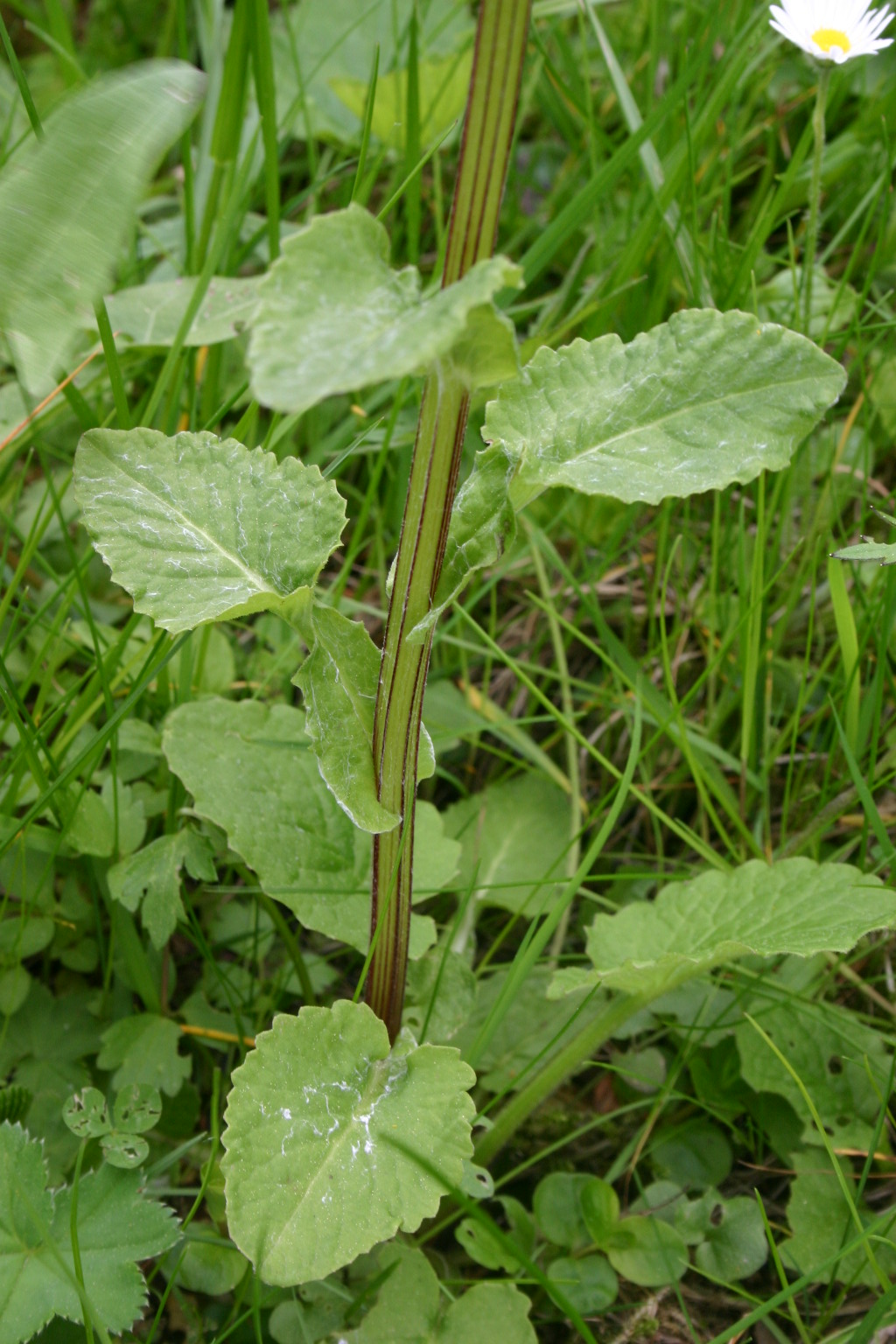
листки
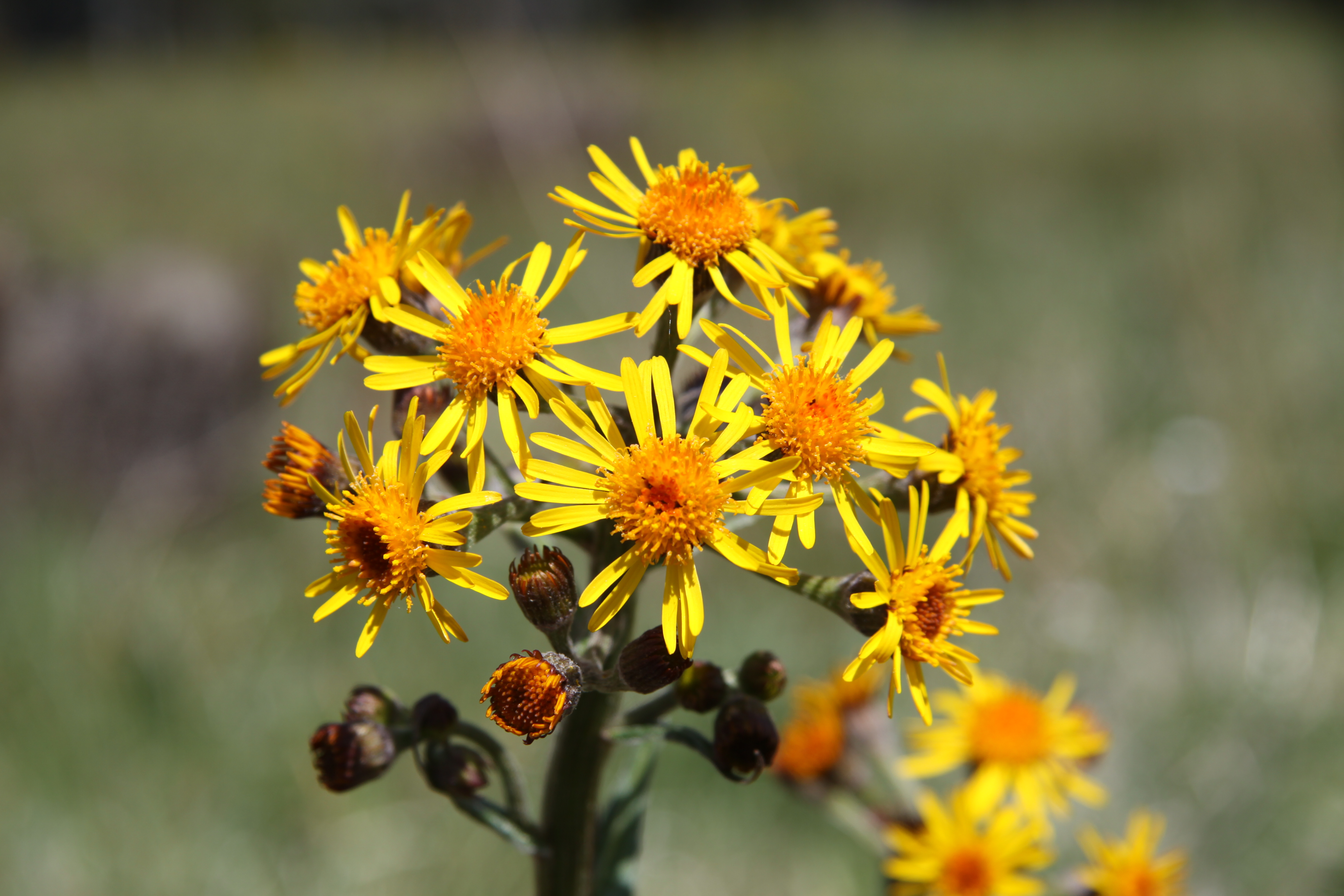
суцвіття
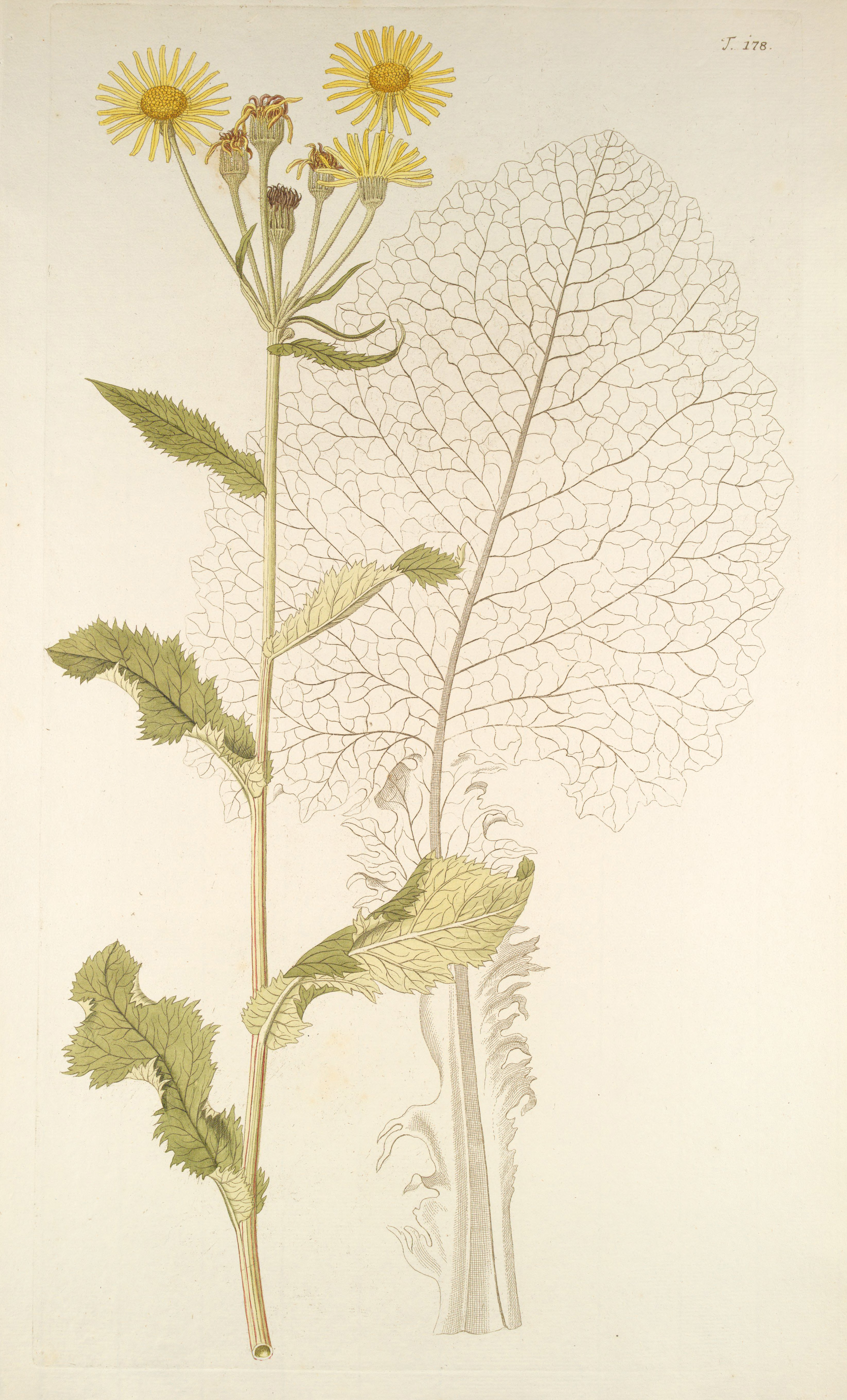
ілюстрація